# Kolodezski
Kolodezski (en rus: Колодезьский) és un poble (un possiólok) de l'óblast d'Oriol, a Rússia, segons el cens del 2010 tenia un habitant. Pertany al districte municipal de Verkhóvie.